# Mathilde Brini
Mathilde Brini Fritz (* 14. Dezember 1919 in Straßburg, Frankreich; † 22. März 2011) war eine französische Chemikerin und Hochschullehrerin. Sie war Mitglied der Résistance und wurde 1964 Professorin für Chemie an der Universität Straßburg.

## Leben und Werk
Brini war die Tochter des Drogisten Émile Fritz und von Mathilde Adam. Nach dem Besuch des Lucie Berger College setzte sie ihre Ausbildung am Gymnasium für junge Mädchen in Straßburg fort. Sie schrieb sich 1937 an der Fakultät für Naturwissenschaften an der Universität Straßburg ein und schloss 1940 an der Universität Clermont-Ferrand ab, da dort während des Zweiten Weltkriegs ab dem 22. November 1939 Studenten und Professoren der Universität Straßburg forschten. Auf Anraten ihrer Eltern, die nach Grendelbruch geflüchtet waren, blieb sie in der Metropole der Auvergne.
Bis 1943 beteiligte sich Brini aktiv an den Aktionen des Widerstands an der Universität Straßburg und an der Verbreitung der geheimen Presse. Sie wurde am 25. November 1943 während der Repressalien gegen die Universität und ihre Widerstandsnetzwerke verhaftet. Vom 3. Februar 1944 bis zum 16. April 1944 war sie im Frauenkonzentrationslager Ravensbrück inhaftiert, danach wurde sie mit 200 ihrer französischen Mithäftlinge in ein Kommando dieses Lagers nach Zwodau im Sudetenland, dem heutigen Svatava in Tschechien, verlegt, wo sie für Siemens Zwangsarbeit leistete. Nach der Befreiung am 7. Mai 1945 in Zwodau durch die alliierten Truppen kehrte sie am 20. Mai 1945 nach Frankreich zurück und wurde nach ihrer Genesung Assistentin an der Fakultät für Naturwissenschaften.
Sie nahm ihre Forschungen wieder auf im Labor des Chemikers Albert Kirrmann, der ebenfalls von seiner Deportation in das KZ Buchenwald zurückgekehrt war. Im Oktober 1945 wurde sie Chemieassistentin an der Fakultät der Universität Straßburg und schloss 1952 ihre Dissertation über die Synthese und physikalisch-chemische Untersuchung langer Kohlenstoffketten ab. Anschließend wurde sie 1956 im Fachbereich Chemie zur Arbeitsgruppenleiterin befördert, dann Dozentin für Chemie an der neu geschaffenen Universität Mulhouse, bevor sie an die Fakultät für Naturwissenschaften der Universität Straßburg zurückkehrte. Sie wurde dort 1964 zur Professorin ohne Lehrstuhl und 1968 zur Professorin auf Privatbasis ernannt. Ab 1964 leitete sie das Labor für organische Synthesen, das mit dem Centre national de la recherche scientifique verbunden war, dessen Forschung sich auf die Synthese langer Kohlenstoffketten und deren Untersuchung der Infrarot- (IR) und Kernspinresonanz- (NMR) Spektroskopie konzentrierte. Brini ging 1981 in den Ruhestand.
Sie heiratete am 22. Juni 1946 in Straßburg Alfred Brini, der später Professor für Augenheilkunde an der Medizinischen Fakultät Straßburg wurde.

## Auszeichnungen
- 1967: Ordre des Palmes Académiques
- 1971: Ordre national du Mérite
- 1976: Chevalier de la Légion d’honneur

## Veröffentlichungen
- Albin Haller, im Neuen Wörterbuch der elsässischen Biographie, Vol. 15, S. 1387.
- Charles Friedel im Neuen Wörterbuch der elsässischen Biographie, Vol. 12, S. 1043.
- mit Susanne Berschandy: Long-chain alphatic ketones, Compt. rend., 1951, S. 232, S. 524–526.
- Synthèse et étude physique de quelques composés alphatiques à longue chaîne.